# بصیراحمد دولت‌آبادی
بصیر احمد دولت‌آبادی (زاده ۱۳۳۶ دولت‌آباد ولایت بلخ - درگذشتهٔ: ۱۷ عقرب/آبان ۱۳۹۷ کانادا) پژوهشگر، روزنامه‌نگار و مورخ معاصر هزاره‌های افغانستان است. از مهم‌ترین آثار وی می‌توان به شناسنامه افغانستان اشاره کرد که ۴ بار تجدید چاپ شد و هزاره‌ها از قتل‌عام تا احیای هویت نام برد. وی را به عنوان یکی از یاران نزدیک عبدالعلی مزاری می‌شناسند. وی در ۱۷ عقرب/آبان ۱۳۹۷ در اثر بیماری سرطان در کانادا در گذشت.

## زندگی‌نامه
بصیر احمد دولت‌آبادی زاده ۱۳۳۶ در روستای قره غجله از توابع دولت‌آباد بلخ است. وی در سال ۱۳۴۵ وارد مدرسه واعظی قره غجله در روستای محل تولدش شد و برای ادامه تحصیلات در سال ۱۳۵۱ وارد مدرسه نادرشاهی مزار شریف می‌گردد. وی در سال ۱۳۵۴ وارد مدرسه تخنیکم نفت و گاز مزار شریف می‌شود. بصیر احمد در سال ۱۳۵۸ تحت تأثیر محمدباقر مجلسی، شیخ عباس قمی و یکی از سرمعلمان به نام محمد علی خان که گرایش چپی داشت به سمت فعالیت سیاسی گرایش پیدا می‌کند و در سال ۱۳۵۸ یک گروه پنج نفره از جوانان روستایش را تشکیل می‌دهد. وی در سال ۱۳۵۹ با محمد محقق آشنا می‌شود و وارد سازمان نصر افغانستان شد. در سال ۱۳۶۰ اولین بار در مدرسه نانوایی چهارکنت بلخ با عبدالعلی مزاری آشنا شد و مدتی بعد همراه وی و دو شخص دیگر با نام‌های حاجی معلم و صابر کوچک به ایران مهاجرت می‌کند. وی پس از مطالعه فشرده و فراگیری شیوه کار مطبوعات در سال ۱۳۶۲ به عنوان مدیر مسئول و سر دبیر، ویراستار، صفحه آرا مجله حبل الله تعیین می‌گردد. وی پس از تشکیل حزب وحدت، در سال ۱۳۷۱ اولین اثر خود را به اسم شناسنامه افغانستان را چاپ کرد و در اواخر همان سال شناسنامه احزاب و جریانات سیاسی افغانستان را نیز به چاپ رساند. شناسنامه انقلاب، افغانستان ناشناخته، مراکز علمی – فرهنگی افغانستان، جامعه‌شناسی سیاسی افغانستان، شناسنامه علما و دانشمندان افغانستان، طرح صلح و آشتی ملی در افغانستان، هزاره‌ها، پناه گزینی و کتمان هویت، هزاره‌ها از قتل‌عام تا احیای هویت نیز از آثار دیگر وی هستند که برخی چاپ و برخی دیگر هنوز به چاپ نرسیده‌اند. بصیر احمد دولت‌آبادی در سال ۱۳۸۵ از ایران به کانادا مهاجرت می‌کند و تا آخر عمر در این کشور زندگی کرد. وی سرانجام پنجشنبه (۱۷ عقرب/آبان، ۱۳۹۷) در سن ۶۱ سالگی به علت بیماری سرطان در همین کشور از دنیا رفت.

## فعالیت‌ها
فعالیت‌های مطبوعاتی و روزنامه‌نگاری:
- مدیر مسئول و سردبیر مجله حبل الله از سال ۱۳۶۲ تا ۱۳۷۰ شمسی (۱۹۸۳ تا ۱۹۹۱م)
- سردبیر مجله حبل الله از سال ۱۳۷۶ تا پایان نشر
- عضو مؤسس مرکز فرهنگی نویسندگان افغانستان (مرکز فرهنگی- اجتماعی سراج)
- مدیر مسئول، سردبیر و عضو تحریریه مجله سراج، در برخی ادوار نشر این مجله
- عضو تحریریه هفته‌نامه وحدت، از سال ۱۳۷۷/ ۱۹۹۸م تا پایان نشر هفته‌نامه وحدت" در ایران
- سردبیر نشریه عبرت
- عضو تحریریه مجله صراط در قم
- عضو تحریریه نشریه سپیده در آمریکا
- همکاری قلمی با نشریات مختلف در ایران، از قبیل نشرات: بعثت، همبستگی، اخوت، هاجر، توسعه، کتاب ماه و…، طلوع وحدت در پاکستان، ندای هزارستان در آلمان.

## آثار
- شناسنامه افغانستان، چاپ اول، ۱۳۷۱ ایران - چاپ دوم، ۱۳۸۲، چاپ سوم، ۱۳۸۶، چاپ چهارم، ۱۳۹۲.
- شناسنامه احزاب و جریانات سیاسی افغانستان، چاپ اول، ۱۳۷۱
- معرفی نامه افغانستان، چاپ اول، ۱۳۷۲
- طرح صلح و تفاهم ملی در افغانستان، چاپ اول، ۱۳۷۵
- افغانستان از ابدالی تا ربانی، ج اول، ۱۳۷۷
- شورای ائتلاف، چاپ اول، ۱۳۷۸(فصل اول کتاب، مروری بر مبارزات سیاسی شیعیان افغانستان)
- هزاره‌ها، پناه گزینی و کتمان هویت، چاپ اول، ۱۳۸۲
- ملا فیض محمد کاتب هزاره، مورخ دوراندیش و هدف‌دار افغانستان
- هزاره‌ها از قتل‌عام تا احیای هویت، ۱۳۸۵.
- مزاری ماندگارترین تلاش در تاریخ هزاره‌ها، ۱۳۹۱.
- در مزار بی مزاری، ۱۳۹۲.
- خدمات فرهنگی بابه مزاری، ۱۳۹۲.